# Землетрус у Сан-Франциско (1906)

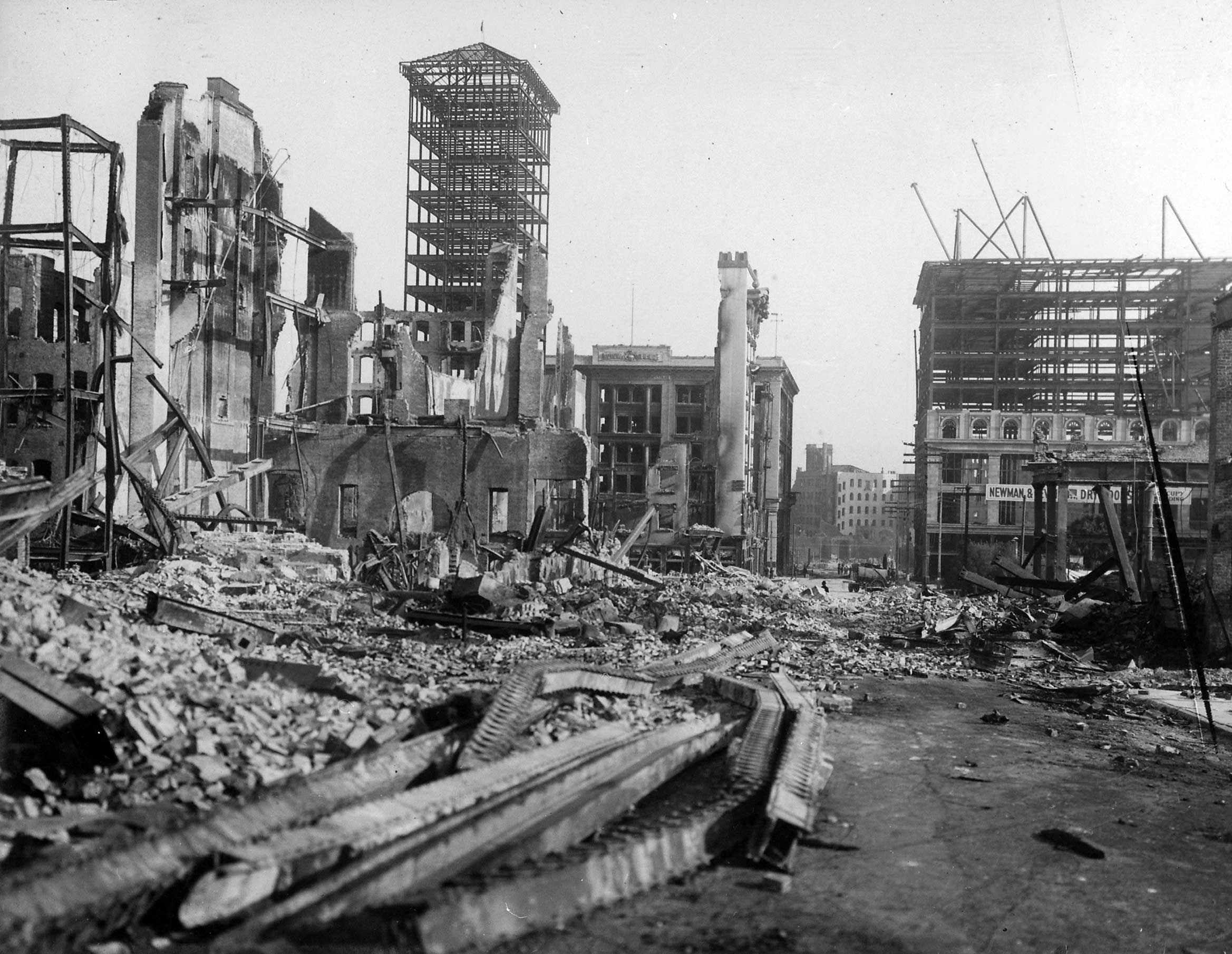
Сан-Франциско після землетрусу

Землетрус у Сан-Франциско 1906 року — землетрус, який стався о 5:12 ранку (за місцевим часом) 18 квітня 1906 року. Епіцентр знаходився за 3 км на захід від Сан-Франциско, інтенсивність поверхневих хвиль за шкалою Ріхтера склала 7,7; сейсмічний момент — 7,9.
Поштовхи відчувалися від Орегон аж до Лос-Анджелеса, а всередину континенту — до центру Невади. У результаті землетрусу і подальших пожеж загинуло до 3000 осіб, 225 000-300 000 залишилося без даху над головою, 80 % будівель в Сан-Франциско було зруйновано.
Землетрус супроводжувався зміщеннями ґрунту вздовж розлому Сан-Андреас на відстань до 6,0-8,5 м. Зміщення спостерігалися в північній його третини на ділянці завдовжки 477 км.

## Землетрус
О 5:12 ранку за місцевим часом стався форшок землетрусу, через 20-25 секунд за ним пішов головний сейсмічний удар, в наступні 45-60 сек мала місце серія афтершоків.
Однак основний збиток (до 80 %) був завданий не землетрусом, а пожежами спричиненими ним, що тривали чотири доби. Багато будинків було підпалено своїми ж господарями, оскільки були застраховані від пожежі, але не від руйнування в результаті землетрусу. Про це повідомляється, наприклад, у доповідній записці капітана військ зв'язку США Леонарда Вайлдмана (Leonard D. Wildman). Гасіння пожеж було ускладнено тим, що система водопостачання міста була зруйнована землетрусом.

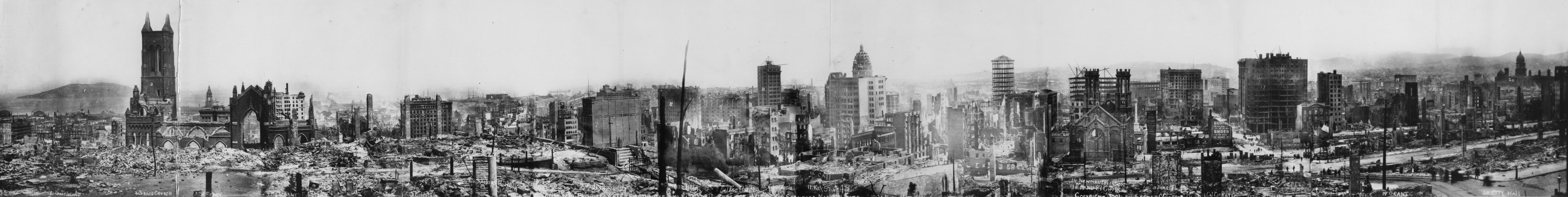
Панорамний вид на землетруси і пожежі в Stanford Mansion site, 18 квітня — 21, 1906

## Жертви та руйнування

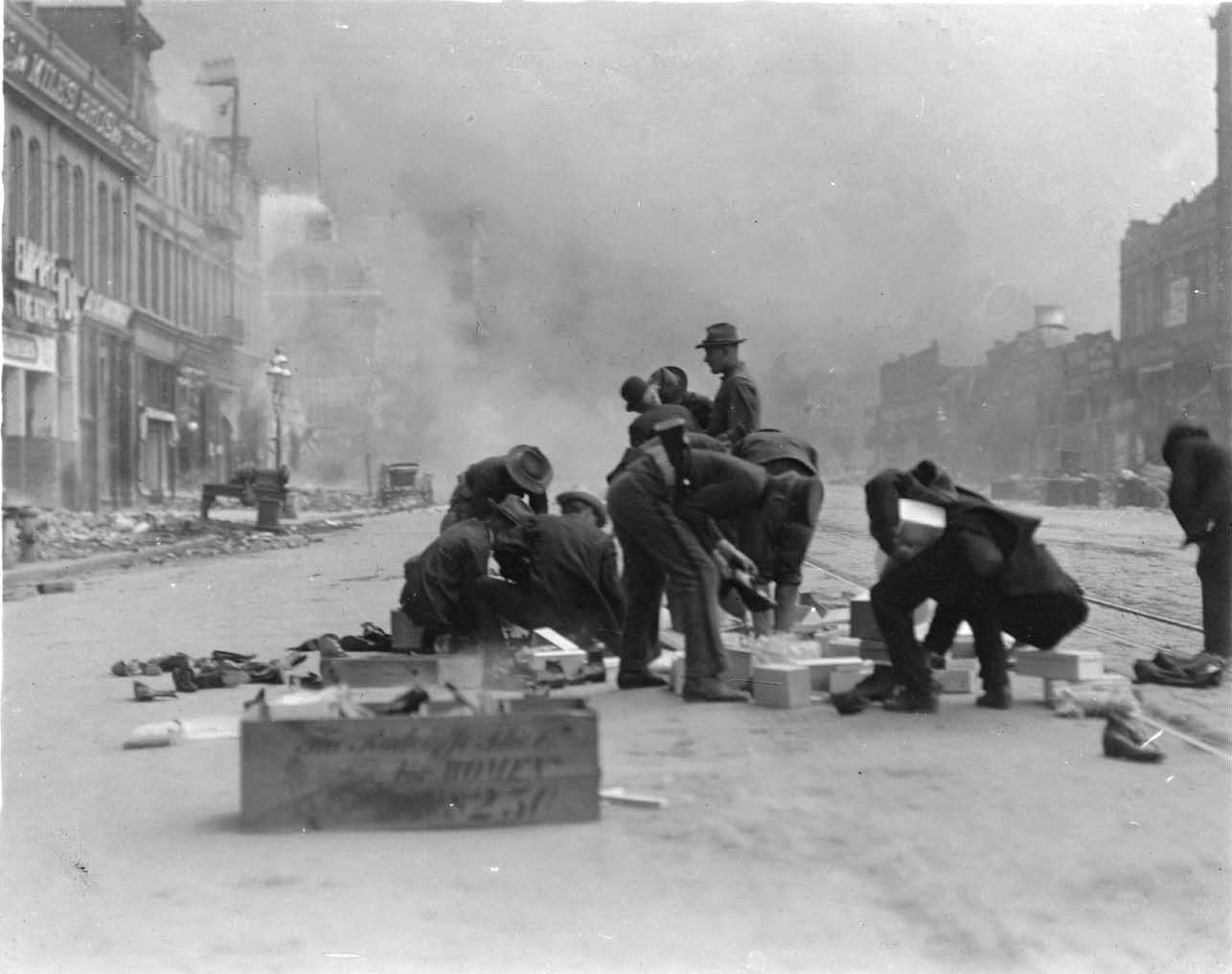
Мародерство під час пожежі

Відразу після катастрофи було офіційно оголошено про 498 загиблих в Сан-Франциско, 102 в Сан-Хосе та 64 в Санта-Роза. Зараз ця цифра визнана сильно заниженою, відомо, наприклад, що при підрахунках абсолютно не були враховані жертви з Чайнатауна. В наш час[коли?] загальне число загиблих оцінюється в 3000 осіб. З 410-тисячного населення Сан-Франциско 225 000-300 000 залишилося без даху над головою.
Загальний збиток від землетрусу і пожеж оцінювався в 1906 році у $400 млн (з урахуванням інфляції еквівалентно $6,5 млрд 2006 року).

## Ліквідація наслідків

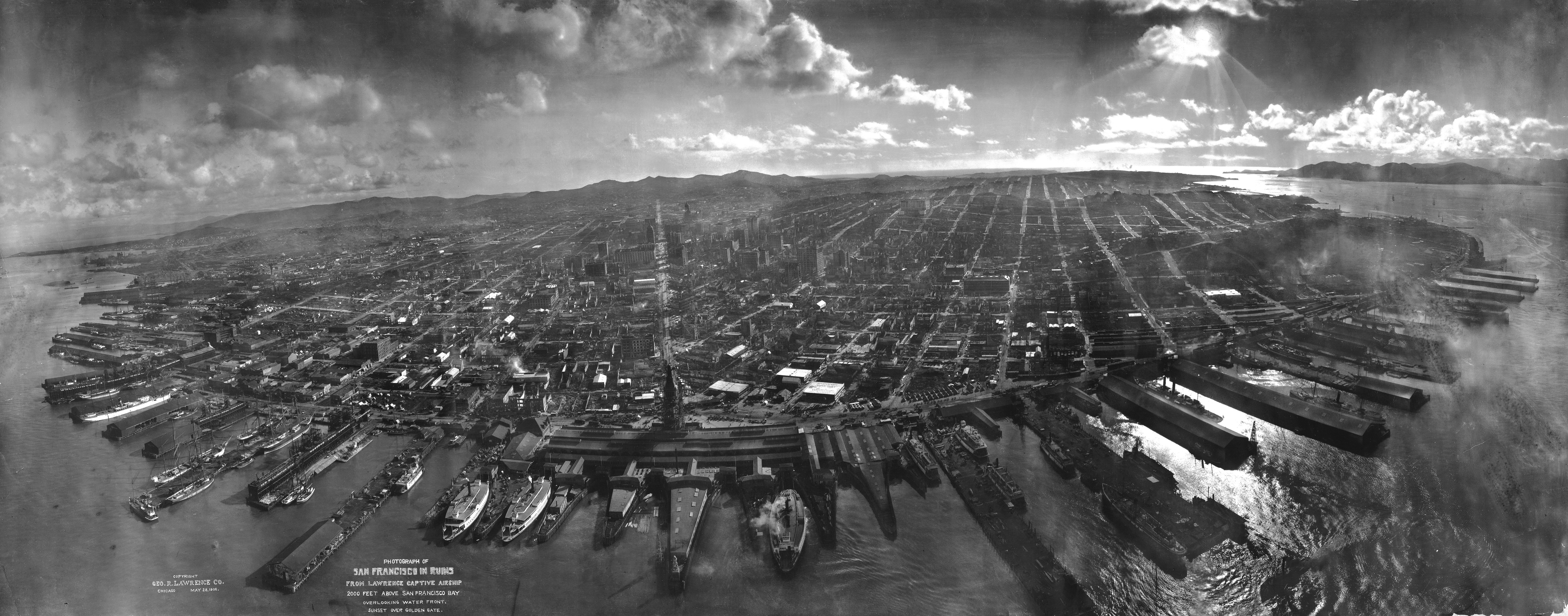
Панорама руїн Сан-Франциско, сфотографовано з повітряного змія з висоти 2,000 футів (609 м) над Сан-Франциською бухтою

Хоча часто повідомляють, що мер Сан-Франциско Є. Шміц (Eugene Schmitz) і генерал Ф. Фанстон (Frederick Funston), командувач військової бази Президія (фільм), оголосили в місті воєнний стан, він не був введений. 4000 солдатів, які брали участь у гасінні пожеж і ліквідації їх наслідків підпорядковувалися цивільним службам. Шміц, проте, вже 18 квітня видав наказ, що дозволяє поліції та солдатам розстрілювати на місці спійманих мародерів: було вбито близько 500 осіб.
Військові надали динаміт для підриву будинків, що проводився з метою запобігання розповсюдженню вогню. Вони також забезпечували постраждалих їжею і домівкою: ними було побудовано 5610 тимчасових будинків. Ці будинки здавалися за $2 в місяць, максимальна кількість людей, що жили в них склала 16 448, в 1907 році майже всі вони були покинуті. 1 липня 1906 року влада міста визнала можливим відмовитися від подальшої допомоги армії.

## Галерея
|                                      |
| Пошкоджені будинки на вулиці Говарда |

|                                    |
| Руїни в районі Post і Grant Avenue |

|                                                              |
| Фотографія пожежі на вулиці Сакраменто (автор Арнольд Генте) |

|                         |
| Пожежа у районі Mission |

|                                      |
| Евакуйовані мешканці залишають місто |

|                                                            |
| Вид з вежі Ferry Building на південний захід вулиці Маркет |